# Глядково (Бокситогорский район)
Глядково — деревня в Самойловском сельском поселении Бокситогорского района Ленинградской области.

## История
ГЛЯДКОВО — деревня Фомкинского общества, прихода Волокославского погоста. 

Крестьянских дворов— 4. Строений — 9, в том числе жилых — 5. Жители занимаются рубкой, возкой и сплавом леса.

Число жителей по семейным спискам 1879 г.: 11 м. п., 6 ж. п.; по приходским сведениям 1879 г.: 9 м. п., 6 ж. п.

В конце XIX — начале XX века деревня административно относилась к Анисимовской волости 5-го земского участка 3-го стана Тихвинского уезда Новгородской губернии.

ГЛЯДКОВО — деревня Фомкинского общества, число дворов — 6, число домов — 6, число жителей: 14 м. п., 9 ж. п.; Занятия жителей: земледелие, лесные промыслы. Река Чагода. Смежна с Великославским погостом.

НОСОВАЯ (НОСОВА) — усадьба Иг. Ос. Погореловского, число дворов — 2, число домов — 2, число жителей: 7 м. п., 3 ж. п.; Занятия жителей: земледелие, ремесленничество. Река Чагода. Мельница, казённая винная лавка. Смежна с деревней Глядково. (1910 год)

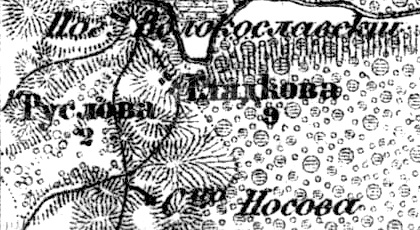
Деревня Глядково на карте 1917 года

Согласно карте Новгородской губернии 1917 года деревня называлась Глядкова насчитывала 9 крестьянских дворов.
По данным 1933 года деревня называлась Гладково и входила в состав Анисимовского сельсовета Ефимовского района Ленинградской области.
По данным 1966, 1973 и 1990 годов деревня Глядково входила в состав Анисимовского сельсовета Бокситогорского района.
В 1997 и 2002 годах в деревне Глядково Анисимовской волости постоянного населения не было.
В 2007 и 2010 годах в деревне Глядково Анисимовского СП также не было постоянного населения.
В 2014 году Анисимовское сельское поселение вошло в состав Самойловского сельского поселения Бокситогорского района.

## География
Деревня расположена в юго-западной части района на автодороге 41К-034 (Пикалёво — Колбеки).
Расстояние до деревни Анисимово — 3 км.
Расстояние до ближайшей железнодорожной станции Пикалёво — 24 км. 
Деревня находится на правом берегу реки Чагода.

## Демография
| 1997 | 2002 | 2007 | 2010 | 2017 |
| ---- | ---- | ---- | ---- | ---- |
| 0    | →0   | →0   | →0   | →0   |